# Newchapel (Surrey)
Newchapel – wieś w Anglii, w hrabstwie Surrey, w dystrykcie Tandridge. Leży 39 km na południe od centrum Londynu.